# Тебекин, Владимир Михайлович
Владимир Михайлович Тебекин (13 августа 1969, Шебекино, Белгородская область, РСФСР, СССР) — российский предприниматель, общественный деятель и спортивный функционер. Бывший председатель общественной палаты Шебекинского городского округа. Почетный президент Белгородской региональной спортивной общественной организации «Федерация бокса». Заслуженный тренер России. Учредитель благотворительного фонда содействия здоровому образу жизни «Айсберг», поддерживающего Белгородских спортсменов и общественность. С 2015 по 2019 год Владимир Тебекин являлся вице-президентом Европейской конфедерации бокса. В 2016 году он стал обладателем награды третьей степени ордена «Благотворитель года». В 2017 году Владимир Тебекин стал человеком года в рамках Национальной премии «Звезда бокса». Почётный титул он получил за воспитание призёров Олимпийских Игр — 2016 в Рио-де-Жанейро: олимпийского чемпиона Евгения Тищенко и бронзовых призёров — Владимира Никитина и Виталия Дунайцева. Также Тебекин некоторое время был вице-президентом Федерации бокса России по вопросам координации деятельности основной сборной страны и главой межрегионального бюро Федерации бокса России в Центральном федеральном округе. 2 июня 2022 года Владимир Тебекин вместе с Белгородским предпринимателем Геннадием Бобрицким был арестован сотрудниками ФСБ. Следственный департамент МВД обвинил Тебекина в занятии высшего положения в преступной иерархии (ст. 210.1 УК РФ), незаконной банковской деятельности (ст. 172 УК РФ) и 20 эпизодах мошенничества в особо крупном размере (ч. 4 ст. 159 УК РФ). По данным следствия, в 2002 году Тебекин после знакомства с криминальным авторитетом Виктором Панюшиным по прозвищу «Пан», получил особый криминальный статус и стал известен в криминальном мире под прозвищем «Моряк». По версии следствия, Тебекин в последующие годы имел огромное влияние на организованную преступность в Белгородской области, а федерацию бокса и фонд «Айсберг»  использовалась для сбора средств в так называемый «общак». По данным следствия, все преступления Владимир Тебекин и Геннадий Бобрицкий совершали при содействии бывшего губернатора Белгородской области Евгения Савченко, так как Бобрицкий и родственники Тебекина стали в период нахождения Савченко на посту губернатора крупнейшими предпринимателями области. После ареста в 2022 году, Владимир Тебекин приобрел национальную известность. Уголовное дело Тебекина находится на контроле на самом высоком государственном уровне. Свою вину он не признал.

## Биография
О ранних годах жизни Владимира Тебекина известно крайне мало. Известно, что он родился 13 августа 1969 года в городе Шебекино (Белгородская область). Детство и юность провел в социально благополучной обстановке. В школьные годы занимался боксом и кикбоксом. Учился в Шебекинской средней школе № 2, которую окончил с отличием в 1986 году. По ходатайству областного комитета комсомола Владимир Тебекин был направлен в высшее военное училище, однако не смог пройти отбор, после чего приблизительно в 1987 году был призван в Советскую армию. По словам самого Тебекина, военную службу он проходил в элитном Отдельном Краснознамённом Кремлёвском полку Комитета Государственной Безопасности при Совет министров СССР и принимал присягу на Красной площади>.
После демобилизации Тебекин вернулся в Шебекино и вскоре стал работать тренером по боксу в одной из детско-юношеских спортивных школ. Истинный род деятельности Тебекина в этот период неизвестен. Согласно официальной биографии Владимира Тебекина, на протяжении 1990-х годов он продолжал работать тренером по боксу, а в начале 2000-х впервые попробовал себя на поприще спортивного функционера. 12 августа 2003 года по инициативе тогдашнего главы администрации Белгорода Василия Потрясаева была создана «Федерация бокса Белгородской области». Потрясаев стал первым президентом организации, а Владимиру Тебекину предложил занять должность вице-президента Федерации бокса.  В январе 2010 года Владимир Тебекин возглавил  «Федерацию бокса Белгородской области». Став спортивным функционером, Тебекин на новом поприще в дальнейшие годы сделал выдающуюся карьеру. Через год, в 2011 году он за многолетний вклад в развитие бокса получил звание «заслуженного тренера России», а Президент Федерации бокса России Борис Иванюженков назначил его вице-президентами Федерации бокса России по вопросам координации деятельности основной сборной страны и главой межрегионального бюро Федерации бокса России в Центрально-федеральном округе. Начиная с 2012 года Владимир Тебекин начал заниматься предпринимательской деятельностью. В общей сложности, в последующие годы он стал учредителем как минимум 12 организаций и различных фондов, наибольшую известность из которых приобрел благотворительный фонд содействия здоровому образу жизни «Айсберг», который был основан в марте 2012 года. В августе того же года в первенстве России по боксу среди юниоров 1990-1993 годов рождения, проходящем в Новосибирске с 26 июля по 1 августа, двое старооскольцев Виталий Дунайцев и Владимир Никитин выиграли золотые медали. Две золотых и одна бронзовая медали принесли на первенстве Белгородской команде второе общекомандное место. По этому случаю Начальник управления физической культуры и спорта Белгородской области Олег Сердюков и Владимир Тебекин поздравили спортсменов и вручили им ценные награды. При поддержке благотворительного фонда «Айсберг», Тебекин вскоре утвердил программу поддержки молодых специалистов, а так же тренеров которые преподают бокс в отдалённых территориях Белгородской области. Благодаря деятельности Тебекина в последующие годы было открыто несколько новых спортивных залов на территории области, а спортсмены получили возможность получать необходимую экипировку, выезжать на соревнования и тренировочные мероприятия. Боксёры и тренеры Белгородской области также получили возможность получать  ежемесячные стипендии и разовые премии. В апреле 2015 года Владимир Тебекин получил важную должность международного уровня на генассамблее, которая проходила с 12 по 14 апреля в итальянском городе Ассизи. «Европейская конфедерация бокса» (EUBC) выбрала  членов исполкома на ближайшие четыре года. Владимира Тебекина и Юргена Кьяса избрали вице-президентами «EUBC». Президент Всемирной ассоциации бокса Чин Куо Ву назвал роль нового исполкома жизненно важной в обеспечении развития бокса в Европе в ближайшие годы. В 2016 году Тебекин в статусе главы Белгородской Федерации бокса отправился в Бразилию, где проходили «Летние Олимпийские игры 2016». В соревнованиях по боксу выступали боксеры Виталий Дунайцев, Владимир Никитин и Евгений Тищенко, которые все тренировались в Белгороде. Соревнования по боксу окончились триумфом для Белгородских спортсменов. Евгений Тищенко завоевал олимпийское золото, а Дунайцев и Никитин вернулись домой с бронзовыми медалями. После возвращения из Бразилии Владимир Тебекин получил от губернатора Белгородской области Евгения Савченко почётную грамоту и благодарность от министра спорта Виталия Мутко. На тот момент больше 20 боксёров из Белгородской области входили в сборные России по разным возрастам, а сам вид спорта благодаря усилиям Владимира Тебекина развивался практически во всех муниципалитетах области. 
4 февраля 2017 года Владимиру Тебекину был присвоен титул «Человек года» в мире бокса в рамках проведения IV Национальной премии «Звезда бокса», на которой вручаются награды за высокие достижения в любительском и профессиональном боксе. Он был награжден статуэткой, почетным дипломом и золотым значком. На волне успеха, в этот же период Владимир Тебекин предпринял попытку развить другие виды спорта в Белгородской области. Став в 2014 году одним из руководителей футбольного клуба «Энергомаш», Тебекин заявил, что к 2020 году выведет футбольный клуб в Лигу чемпионов, однако это ему в конечном итоге не удалось. Также он принимал училия по расширению Шебекинской Академии футбола чтобы развивать там  бокс, плавание и другие виды спорта с расчетом на то, что академия станет «гибким учебным заведением и мощным селекционным центром». В этот период Владимир Тебекин будучи членом партии «Единая Россия», был избран членом Президиума Регионального политического совета Партии и был закреплен куратором Шебекинского местного отделения Партии. 
После отставки губернатора Белгорордской области Евгения Савченко, Владимир Тебекин не смог войти в близкое окружение нового главы региона Вячеслава Гладкова, после чего перестал появляться на публике и заниматься предпринимательской деятельностью. 
После начала полномасштабного российского вторжения в Украину Владимир Тебекин активно начал занимать благотворительностью и поддерживать госструктуры. На нужды военной операции он со своего фонда «Айсберг» перечислил до середины 2023 года более 140 миллионов рублей. Кроме этого фонд «Айсберг» на постоянной основе выделял финансовые средства для помощи семей военнослужащих, погибших в боях и для подготовки призывников. За это он получил множество наград, среди которых благодарственное письмо от пограничного управления ФСБ и медаль от министра обороны «За укрепление содружества». Помимо этого Тебекин оказывал финансовую помощь белгородцам, ветеранам «Альфы», врачам и участникам специальной военной операции

## Уголовное дело
2 июня 2023 года сотрудники ФСБ в Белгороде арестовали предпринимателя Геннадия Бобрицкого, бывшего гендиректора управляющей компании «Приосколье» и Владимира Тебекина по обвинению в совершении серии экономических преступлений. Через два дня они были доставлены в Москву. Дело в отношении предпринимателей возбудил СД МВД 25 мая 2023 года. 
В качестве меры пресечения для обвиняемых суд выбрал заключение под стражу несмотря на то, что адвокаты Владимира Тебекина пытались добиться для него меры пречечения в виде помещения под домашний арест и внести беспрецедентно крупный залог на сумму 2 миллиона евро. Во время обсуждения меры пресечения, Тебекин и Бобрицкий не признали свою вину, но заявили, что готовы возместить ущерб по уголовному делу и сотрудничать со следствием, однако  начальник следственной группы по особо важным делам СД МВД Евгений Григорьев настоял на том, что обвиняемые могут скрыться, оказать давление на свидетелей и препятствовать ходу расследования. В обоснование своих доводов Григорьев предоставил данные о том, что Бобрицкий имел вид на жительство на Кипре, а Тебекин – в Германии. Оба предпринимателя обладали внушительными финансовыми средствами и могли уничтожить доказательства по уголовному делу. Так на судебном заседании стало известно, что во время ареста Бобрицкого, у него было изъято в доме в ходе обыска 400 000 евро, а на банковских счетах было найдено 9 миллиардов рублей, что превышало нанесенный ущерб Белгоросдкой области по уголовному делу более чем в 15 раз. За Владимира Тебекина личное поручительство подписали замминистра обороны РФ генерал-полковник Юнус-Бек Евкуров, начальник Главного штаба Сухопутных войск Вооруженных сил генерал Александр Лапин, командир 106-й гвардейской воздушно-десантной дивизии генерал-майор Владимир Селиверстов и еще несколько десятков высокопоставленных военных. Сам Тебекин заявил, что весной 2023 года находился в Германии на лечении и вернулся В Россию  за три дня до ареста, чтобы помочь эвакуировать людей из области в момент сильнейших обстрелов со стороны Украины. Он просил суд поместить его под домашний арест для проживания со своей дочерью 2008 года рождения в загородном доме, площадью 2600 квадратных метров на территории элитного коттеджного поселка под названием «Agalarov Estate» (Истринский район Московской области). Предприниматель ссылался на то, что вид на жительство в Германии у него уже истек. 
Согласно версии следствия, в начале 1990-х годов Владимир Тебекин стал членом одной из местных ОПГ, которая занималаськрышеванием и рэкетом, что приносило большие доходы. Согласно ряду источников, на протяжении 1990-х Тебекин неоднократно попадал в поле зрения правоохранительных органов и был судим в середине 1990-х годах по обвинению в мошенничестве и попытке ограбления магазина под названием «Океан». По одной из версий, именно за неудачную попытку ограбления «Океана» он  получил в уголовной среде прозвище «Моряк». Будучи в исправительной колонии, Тебекин познакомился с приближенными курского «вора в законе» Виктора Панюшина по прозвищу «Витя Пан». Виктор Панюшин по данным правоохранительных органов, был коронован в сентябре 2000 года, получив влияние в Курской, Орловской и Белгородской областях. По версии следствия, после этого Панюшин создал преступное сообщество и руководил им для получения преступных доходов и консолидации преступных элементов под своим покровительством. После освобождения из тюрьмы, Тебекин лично познакомился с Панюшиным и с участниками «Подольской организованной преступной группировки», которые в 2002 году наделили Тебекина особым статусом - смотрящего на территории Белгородской области. Согласно выводам следствия, возглавляемая Тебекиным Федерация бокса в Белгородской области и фонд «Айсберг» использовались для сбора т.н. «общака». Косвенным подтверждением этого по выводам следствия стало назначение Тебекина на пост президента Областной федерации бокса по инициативе депутата Бориса Иванюженкова, который был связан с «Подольской организованной преступной группировкой», был известен в ней под кличкой «Ротан» и не отрицал факта знакомства с ее лидером Сергеем Ллакиным. По версии следствия, в начале 2010-х годов, получив криминальный статус, Тебекин вошел в ближайшее окружение губернатора Белгородской области Евгения Савченко и совместно с его зятем Геннадием Бобрицким вступил с ним в преступный сговор, целью которого был силовой захват крупнейших предприятий на территории Белгородской области против воли его собственников с передачей активов в свою личную собственность, а также крышевание других предпринимателей, которых Тебекин принуждал платить ежемесячно в т.н. общак. По версии следствия, лица, приближенные к Евгению Савченко, также состояли в сговоре с Тебекиным и нарушали антикоррупционное законодательство. Пользуясь служебным положением, они способствовали отсутствтию свободной конкуренции в бизнесе, создавали преимущества и помогали компаниям, которые принадлежали им, их родственникам и свои друзьям, которые имели связанный с ними бизнес. Так в середине 2010-х годов Владимир Тебекин основал фирму такси «Айсберг», после чего на территории Белгорода была уничтожена конкуренция в сфере перевозок. На парковках автовокзала и аэропорта города Белгорода были созданы отдельные парковочные места, предназначенные для автомобилей такси «Айсберг».  
Ряд крупнейших предприятий и рынков на территории Белгородской области были получены им в личную собственность с помощью мошеннических схем. Так в 2014 году Геннадий Бобрицкий стал владельцем крупнейшего муниципального рынка в Старом Осколе под названием «Юбилейный». Первоначально стоимость рынка была оценена в 410 миллионов рублей, однако первые торги 15 января 2013 года были признаны несостоявшимися из-за отсутствия заявок. Через месяц мэрия города объявила повторные торги и ценой отсечения в 50 процентов от начальной. На этом этапе было подано две заявки — от ООО «Управляющая компания «Приосколье» и ее гендиректора Геннадия Бобрицкого как физического лица. В отсутствие всякой конкуренции Бобрицкий был признан победителем и за 205 миллионов рублей получил в свою собственность крытый рынок на 400 мест площадью 6,9 тысяч квадратных метров, его торговые площади и другую сопутствующую инфраструктуру. 17 июня того же года «на основании договора дарения» он передал рынок в собственность Татьяне Тебекиной, жене Владимира Тебекина, после чего прокурор города  Алексей Черепов подал в Старооскольский городской суд иск о признании сделки о продаже рынка Геннадию Бобрицкому недействительной. Поводом для иска стало обращение депутатов городского совета, посчитавших, что бизнесмен и департамент имущественных и земельных мэрии  не получили их согласия, необходимого по региональному законодательству. Однако Старооскольский городской суд отклонил иск прокурора. Решение суда удивило юристов, которые посчитали что данный прецедент фактически лишил совет депутатов финансового контроля над сделками приватизации муниципального имущества. Действуя по той же схеме, в том же году в результате непровомерных сделок, мэрия города Белгород передала котрольный пакет акций компании «Энергомаш» в собственность фирмы «Индустрия», владельцами которой была также Татьяна тебекина. По оценке следствия, администрации Белгородской области, которой принадлежало около половины акций завода, был нанесен ущерб на 661 миллион рублей. На площадке завода «Энергомаш» в последующие годы был построен завод «Арт-Карат» — крупнейший ювелирный завод Черноземья с полным циклом производства. Предприятие было зарегистрировано в Белгороде в апреле 2015 года с уставным капиталом 40 тыс. рублей. По итогам 2021 года выручка компании составила 2,33 миллиарда рублей, а валовая прибыль — составила 474,5 миллиона рублей. Завод стал дочерней компанией фирмы ООО «ТД Карат»,  зарегистрированной в 2004 году в Белгороде, владельцами которой были Илья Сильченко и Михаил Несветайло, который являлся близким другом Тебекина и работал вместе с ним в начале 2000-х в Белгородской федерации боксаВсего Владимиру Тебекину  было предъявлено обвинение в совершении около 20 эпизодов особо крупного мошенничества.  
Другим эпизодом стало хищение средств, выделенных на строительство спортивного комплекса в Шебекино. В 2022 году на строительство из бюджета Белгородской области было выделено 150 миллионов рублей, но спортивный комплекс не был построен. По версии следствия, деньги были выведены через подставные фирмы, аффилированные с Владимиром Тебекиным. 
.
В результате силовых захватов и различного рода мошеннических схем, во время нахождения на посту губернатора Белгородскаой области Евгения Савченко, Владимир Тебекин и Геннадий Бобрицкий стали самыми успешными предпринимателями в Белгородской области. Тебекин же прежде всего отвечал за поведение теневого мира региона. Формально Владимиру Тебекину не принадлежала ни одна компания, при этом он занимал девятую строчку рейтинга влиятельности Белгородской области по итогам 2022 года. Его жена Татьяна Тебекина в различные годы являлась совладелицей более 20 фирм. За 2021 год чистая прибыль ее бизнеса превысила 24 миллиона рублей, что позволило ей занять 91 место в рейтинге самых богатых людей Белгородской области. По состоянию на 2023 год она владела половиной доли уставного капитала фирмы ООО «Базис», занимающейся продажей недвижимостьи, и 40% доли УК компании «Бизнес-Плюс» в Старом Осколе. Сам Владимир Тебекин еще в 2019 году являлся собственником компании ООО «Курскзернопром», где ему принадлежали 80% доли в УК фирмы. После ухода с поста губернатора Белгородской области Евгения Савченко, Владимир Тебекин  переписал свои актива на своего друга, депутата областной думы Алексея Красовского, который был избран по Волоконовскому одномандатному округу № 11. Красовский стал генеральным директором и владельцем 30% УК ООО «Курскзернопром». Чистая прибыль предприятия по итогам 2021 года составила 83,6 млн рублей. Одной из совладелиц компании (30% доли в УК) являлась Алина Тебекина — жена старшего сына Владимира Тебекина. Также она являлась бенефициаром предприятия «Белгородский автовокзал» и владелицей  99,97% его уставного капитала. 
Один из сыновей Владимира Тебекина - Дмитрий входил в топ-100 самых богатых бизнесменов Белгородской области и располагался на 42-й позиции с чистой прибылью более 170 миллионов рублей по итогам 2021 года. Он владел 50% акций предприятия ООО «Ваш Хлеб» и значился совладельцем ещё пяти компаний: «Бизнес-Плюс» (40% уставного капитала), «Мистер Бургер» (33,33% УК), «Офис-Центр» (15,13% УК), «Белгородский автовокзал» (0,02%) и «Семь» (16% доли в УК). До февраля 2020 года он владел ещё и 10% уставного капитала ООО «БелЭнергомаш-БЗЭМ», владельцем которого являлся Геннадий Бобрицкий. Предприятие было продано в феврале 2020 года нижегородскому АО «Выксунский металлургический завод». Помимо Геннадия Бобрицкого, совладельцами  ООО «БелЭнергомаш-БЗЭМ», являлись жена и сыновья Владимира Тебекина. Младший сын Владимира Тебекина - Михаил являлся совладельцем семи организаций:«Белгородский автовокзал», «Бизнес-Плюс», «Ваш хлеб» (50% доли в УК), «Мистер Бургер» (33,33%), «Офис-Центр» (84,87% УК), «ПаритетИнвест» (50% УК) и «Семь» (16%). До 2023 года он занимал 17-е место в рейтинге самых богатых людей области и был совладельцем ООО БЮЗ «Арт-Карат», где также 8,33% доли в УК компании принадлежало его матери Татьяне Тебекиной. Сумма чистых активов Михаила Тебекина в 2021 году была оценена в 792 миллиона рублей
Бобрицкий в регионе и за его пределами был известен прежде как руководитель одного из самых крупных производителей мяса птицы в России ГК «Приосколье». Также он являлся основателем собственного банка, просуществовавшего до 2018 года, а также совладельцем крупнейших компаний в регионе, таких как предприятие по производству лизина «Завод премиксов № 1» в Шебекино, «Краснояружской зерновой компании», а также ещё нескольких предприятий, в том числе одного из крупнейших молочных комбинатов России «Авида». 
Сам Владимир Тебекин все обвинения в свой адрес всячески отрицал, несмотря на то, что начиная с 2013 года  попадал в поле зрения правоохранительных органов. В 2016 году Владимир Тебекин упоминался в негативном свете в телепрограмме Момент истины, сюжет которой был построен на показаниях Губкинского предпринимателя Руслана Проскурина, который являлся директором предприятия ООО «Орловский элеватор». По версии Проскурина, во время отпуска на территории Абхазии он стал подвергаться физическому насилию, шантажу, вымогательству со стороны членов Кальбоновской ОПГ. Он заявил, что члены ОПГ пытались заставить его выплатить им 2 миллиона рублей и в дальнейшем платить на регулярной основе деньги за крышевание в т.н. «общак», после чего заменить его на должности в компании «Орловский элеватор», поставив туда своего человека. Согласно показаниям Руслана Проскурина, на эту роль претендовал Владимир Тебекин, по плану которого якобы действовала «Кальбоновская ОПГ». После того, как Проскурин сумел убедить членов ОПГ в том, что он не является собственником бизнеса и не имеет 2 миллионов рублей, члены ОПГ якобы заставили его написать две расписки. В одной из них утверждалось, что что Проскурин приехал в Абхазию с целью приобрести оружие для убийства владельца «Орловского элеватора» Сергея Кривошеева, а во второй утверждалось, что он планировал совершить убийство главы Кальбоноской ОПГ Николая Аршинова по заказу владелицы некоего мясокомбината. При этом, согласно показаниям Проскурина, его принудили оставить отпечатки пальцев на автомате и рожке с патронами. Выход серии телепередачи на ТВ вызвал общественный резонанс в России, после чего было возбуждено уголовное дело, а руководство полиции Белгородской области взяло расследование под свой личный контроль, однако впоследствии оно прекращено из-за отсутствия состава преступления. В ноябре 2016 года Проскурин заявил журналистам о высоком покровительстве бандитов в правоохранительных органах Белгородской области. По словам Проскурина, следователь по имени Дмитрий Челядинов всячески отказывался принимать у него заявление, настаивая на том, что директор компании «Орловский элеватор» занимается контрабандой оружия, а сам Проскурин является курьером. В качестве доказательств он провел обыск в автомобиле Проскурина, где сразу же нашел автомат, который по утверждению Проскурина ему подбросили члены «Кальбоновской ОПГ». По версии Проскурина,  Челядинову было заранее известно о его местонахождении. После закрытия уголовного дела, в СМИ появилась видеозапись, где предположительно член «Кальбоновской ОПГ» угрожал Руслану Проскурину, обвиняя его в неправильности действий. 
О причастности Тебекина к организованной преступности также свидетельствовал Владимир Глазкрицкий, учредитель и гендиректор компании «Оскольская газовая компания» (ОГК)), который заявил, что в 2017 году мэр Старого Оскола Александр Сергиенко требовал от него взятку, угрожая в случае неповиновения давлением на него со стороны Владимира Тебекина>. 
В 2018 году сотрудниками ФСБ была задержана крупная партия золота. В ходе расследования было установлено, что золото контрабандным путем доставлялось в Россию из Турции через территорию Украины. Оно должно было попасть на ювелирный завод «Карат» в Белгороде, владельцем которой являлась Татьяна Тебекина. Партия золота была 565-й пробы, из которой по версии следствия ее владельцы планировали сделать ювелирные украшения и продать как изделия из золота 777-й пробы по более дорогой цене. 
18 апреля 2024 года на заседании Мещанского суда в Москве было объявлено, что 2-й Следственный департамент МВД завершил предварительное расследование уголовного дела в отношении Владимира Тебекина. Само обвинение было переквалифицировано: изначально Тебекину было предъявлено обвинение  в мошенничестве в особо крупном размере (по ч. 4 ст. 159 УК), но в конечном итоге в его действиях была усмотрена только растрата или присвоение (ст. 160 УК). Другими фигурантами в этом уголовном деле являлись бывший директор ЗАО «Энергомаш (Белгород) — БЗЭМ» Геннадий Тарараксин, партнёр Геннадия Бобрицкого Владимир Захаров и бывший замгубернатора — начальник департамента экономического развития Белгородской области Олег Абрамов. Несмотря на то, что Абрамов проходил по этому уголовному делу в качестве свидетеля, в материалах дела имелся рапорт сотрудника ФСБ, в котором сообщалось, что в действиях Абрамова были усмотрены признаки преступления. Согласно материалам уголовного дела, преступная роль Абрамова заключалась в оказании содействия Захарову, Бобрицкому и Тебекину при выводе имущества с предприятия. Абрамов во время следствия признал факти знакомтсва с Тебекиным, но отрицал факт наличия приятельских отношений с ним, при этом в материалах следствия имелись документы, в которых правоохранительные органы подозревали Тебекина в организации покушения на Абрамова, когда он в 2013 году был избит в центре Белгорода.  
В апреле 2024 года Владимиру Тебекину судья Оксана Горюнова  продлила  содержание под стражей сроком до 2 июня того же года. На заседании суда явились около 15 друзей и знакомых Тебекина, среди которых был бывший чемпион мира по боксу Денис Лебедев, который передал Тебекину теплую шапку.
Второму обвиняемому Геннадию Бобрицкому в связи с ухудшением состояния здоровья, в феврале 2024 года мера пресечения была смягчена. Он покинул СИЗО и был помещен под домашний арест на территории Белгородской области. 16 июля 2024 года следователь Следственного департамента МВД России разрешил Бобрицкому  покинуть дом в и самостоятельно уехать в Москву для участия в судебных заседаниях. До 18 июля Бобрицкий находился в Москве, его нахождение дома контролировал сотрудник уголовно-исполнительной инспекции белгородского УФСИН, используя средства надзора и телефонную связь. 18 июля 2024 года московский следователь продлил разрешение на самостоятельный выезд Бобрицкого в Москву до 22 июля, после чего Геннадий Бобрицкий сбежал и вскоре был объявлен в федеральный розыск.
В августе 2024 года против Владимира Тебекина было возбуждено новое уголовное дело. Ему были предъявлены обвинение в занятии высшего положения в преступной иерархии (ст. 210.1 УК РФ)по  ч. 1 ст. 210 УК РФ (организация преступного сообщества)Будучи в СИЗО Владимир Тебекин 21 мая 2024 года пытался заключить контракт с Министерством обороны на участие в СВО. Соответствующее ходатайство он направил военному комиссару города Москвы. За Тебекина вновь поручился  генерал-полковник Александр Лапин. Из письма Лапина заместителю внутренних дел России генерал-полковнику Лебедеву.
«До своего задержания Тебекин В.М., являясь президентом благотворительного фонда «Айсберг», который на протяжении многих лет оказывал финансовую, материально-техническую, информационную и иную помощь различным подразделениям Вооружённых Сил Российской Федерации, как в повседневной жизни, так и при проведении специальных операций в Крыму, Сирии и на Украине, имеет награды и благодарности от Минобороны России... Предусмотренных законом оснований для отказа в приёме Тебекина В.М. на военную службу не усматривается. Уголовно-правовая квалификация его действий позволяет Минобороны России заключить с ним контракт и привлечь к участию в проведении СВО».

Однако суд в конечном итоге отклонил его ходатайство из-за обвинения   в занятии высшего положения в преступной иерархии. По закону обвиняемый по статье 210.1 Уголовного Кодекса «Занятие высшего положения в преступной иерархии» не может служить в Вооружённых Силах России.
Помимо этого Владимир Тебекин подозревался в государственной измене. Так было установлено, что он имел собственность на территории Германии и разрешение на въезд в ОАЭ, куда незадолго до его ареста переехали все члены его семьи. По версии следствия, Тебекин мог быть причастен к гибели российских солдат в зоне ведения специальной военной операции. Так было установлено, что 
нескольких расчётов 45-й отдельной гвардейской бригады специального назначения погибли в результате уничтожения точечными ракетными ударами ВСУ практически сразу после приезда на передовую. В ходе расследования было установлено, что в тепловизоры, которыми оснащались расчёты, были вмонтированы GPS-маячки, передававшие их координаты ВСУ. Поставщиком тепловизоров оказался Владимир Тебекин. В начале своей предпринимательской деятельности Тебекин тесно сотрудничал с предпринимателями соседней Харьковской области. По версии следствия, в этот период он имел контакты со службой безопасности Украины  и мог быть завербован немецкими спецслужбами, после чего Германия выдала ему вид на жительство. В ходе расследования было установлено, что после начала СВО Владимир Тебекин начал активно поставлять амуницию и снаряжение на фронт, посещал расположение российских войск, тесно сотрудничал с высокопоставленными военными и проявлял интерес к боевым планам подразделений. Тебекин проводил на территории России две недели, после чего отправлялся за границу – в Турцию или ОАЭ. Однако, как было установлено, в аэропорту Стамбула или города Дубай он садился на самолёт и улетал в Германию, где ему принадлежали крупные объекты недвижимости, отели и рестораны под брендом «Айсберг» в туристических городах Руст и Лар, а также в селе Фризенхайм. Несмотря на введение санкций со стороны стран - членов «НАТО», эти объекты и заграничные счета Тебекина не были заблокированы, а он продолжал иметь в Германии вид на жительство, несмотря на то, что многие российские предприниматели и чиновники были подвергнуты санкциям после начала СВО. По версии следствия, это являлось косвенным свидетельством того, что Тебекин сотрудничал со спецслужбами Германии и передавал им данные. Незадолго до возвращения в Россию, он также находился на территории Германии, откуда проводил заседания президиума Федерации бокса Белгородской области посредством посредством видеоконференцсвязи.
Судебный процесс по делу Владимира Тебекина о сделках 2014 года по отчуждению имущества компании «Энергомаш» в пользу ООО «Индустрия» открылся 9 января 2025 года в Красногорском городском суде на территории Подмосковья. 11 марта того же года в суде перешли к допросу свидетелей, среди которых был бывший заместитель губернатора Белгородской области Олег Абрамов. Свою вину Владимир Тебекин не признал. 17 марта 2025 года во время судебного заседания, прокурор подал ходатайство о продлении на три месяца ареста счетов третьих лиц, которые, по мнению гособвинителя, имели отношение к обвиняемым. По мнению гособвинителя, денежные средства, размещенные на счетах родственников Тебекина также имели преступное происхождение.. Адвокат Тебекина подал протест, заявив что время судебного разбирательства не были предоставлены доказательства, подтверждающие преступное происхождение этих денежных средств. Он также заявил о том, что сумма арестованных активов Тебекина и Бобрицкого, размерами в 710 миллионов рублей и 12 миллиардов рублей соответственно, несоразмерна сумме, заявленной в суде, которую якобы не получила администрация Белгорода в результате незаконных сделок по отчуждению имущества компании «Энергомаш» в пользу ООО «Индустрия». По мнению адвоката Тебекина, целесообразность действий по аресту счетов родственников подвергается сомнению и возможность государства по обращению денежных средств, принадлежащих третьим лицам требует тщательной юридической оценки, так как в данном уголовном деле арестованная сумма активов обвиняемых в 20 раз больше чем оценочная стоимость имущества «Энергомаша».
16 апреля 2025 года Мещанский суд продлил содержание под стражей Владимира Тебкина до июля 2025 года на основании материалов, предоставленных прокуратурой, согласно которым Тебекин будучи в заключении продолжает поддерживать отношения с представителями криминального мира. Сам Тебекин причастность к уголовному миру не признал, заявив что не знаком с вором в законе - Виктором Панюшином и за время нахождения в СИЗО не видел ни одного человека из другой камеры.

## Общественное мнение
По мнению ряда независимых экспертов, активы, которые были выведены Тебекиным и Бобрицким за границу, скорее всего, будут утрачены для Российской Федерации, однако оставшиеся в России предприятия, находящиеся в их собственности после окончания судебных процессов вероятно могут быть национализированы, с целью частично покрыть материальный ущерб, нанесённый ОПГ Российскому государству.